# Andrėj Čuchlej
Andrėj Uladzimiravič Čuchlej (in bielorusso Андрэй Уладзіміравіч Чухлей?; Minsk, 2 ottobre 1987) è un ex calciatore bielorusso, di ruolo centrocampista.

## Carriera

### Club
Ha giocato nella prima divisione dei campionati bielorusso, russo, lituano ed armeno.

### Nazionale
Ha giocato nella nazionale bielorussa Under-21.
Tra il 2008 e il 2013 ha giocato 7 partite con la nazionale maggiore bielorussa.

## Palmarès

### Club

#### Competizioni nazionali
- Kubok FNL: 2

Ural: 2012, 2013
- Pervenstvo Futbol'noj Nacional'noj Ligi: 1

Ural: 2012-2013